# Alfa-2A adrenergički receptor
Alfa-2A adrenergički receptor (α2A adrenoceptor, ADRA2A) je alfa-2 adrenergički receptor. On je kodiran humanim  genom.

## Receptor
Alfa-2-adrenergički receptori su 3 visoko homologna podtipa: alfa2A, alfa2B, i alfa2C. Ti receptori imaju kritičnu ulogu u regulaciji otpuštanja neurotransmitera iz simpatičkih nerva i iz adrenergičkih neurona centralnog nervnog sistema. Ispitivanja na miševima su pokazala da su oba, alfa2A i alfa2C, podtipa neophodna za normalnu presinaptičku kontrolu otpuštanja transmitera iz simpatičkih nerva u srcu i iz centralnih noradrenergičkih neurona. Alfa2A podtip inhibira otpuštanje transmitera na visokim stimulacionim frekvencijama, dok alfa2C podtip modulira neurotransmisiju na niskim nivoima nervne aktivnosti.

## Gen
Ovaj gen kodira alfa2A tip receptora. On ne sadrži introne.

## Selektivni ligandi

### Agonisti
- Gvanfacin
- Klonidin

### Antagonisti
- Johimbin

## Literatura
- M, Perälä; Hirvonen H; Kalimo H (1993). „Differential expression of two alpha 2-adrenergic receptor subtype mRNAs in human tissues.”. Brain Res. Mol. Brain Res. 16 (1-2): 57—63. PMID 1334200. doi:10.1016/0169-328X(92)90193-F.
- Surprenant A, Horstman DA, Akbarali H, Limbird LE (1992). „A point mutation of the alpha 2-adrenoceptor that blocks coupling to potassium but not calcium currents.”. Science. 257 (5072): 977—80. PMID 1354394. doi:10.1126/science.1354394.
- Handy DE, Gavras H (1992). „Promoter region of the human alpha 2A adrenergic receptor gene.”. J. Biol. Chem. 267 (33): 24017—22. PMID 1385431.
- Suryanarayana S, Daunt DA, Von Zastrow M, Kobilka BK (1991). „A point mutation in the seventh hydrophobic domain of the alpha 2 adrenergic receptor increases its affinity for a family of beta receptor antagonists.”. J. Biol. Chem. 266 (23): 15488—92. PMID 1678390.
- Wang CD, Buck MA, Fraser CM (1991). „Site-directed mutagenesis of alpha 2A-adrenergic receptors: identification of amino acids involved in ligand binding and receptor activation by agonists.”. Mol. Pharmacol. 40 (2): 168—79. PMID 1678850.
- Chhajlani V, Rangel N, Uhlén S, Wikberg JE (1991). „Identification of an additional gene belonging to the alpha 2 adrenergic receptor family in the human genome by PCR.”. FEBS Lett. 280 (2): 241—4. PMID 1849485. doi:10.1016/0014-5793(91)80301-I.
- CA, Guyer; Horstman DA; Wilson AL (1990). „Cloning, sequencing, and expression of the gene encoding the porcine alpha 2-adrenergic receptor. Allosteric modulation by Na+, H+, and amiloride analogs.”. J. Biol. Chem. 265 (28): 17307—17. PMID 2170371.
- Fraser CM, Arakawa S, McCombie WR, Venter JC (1989). „Cloning, sequence analysis, and permanent expression of a human alpha 2-adrenergic receptor in Chinese hamster ovary cells. Evidence for independent pathways of receptor coupling to adenylate cyclase attenuation and activation.”. J. Biol. Chem. 264 (20): 11754—61. PMID 2568356.
- BK, Kobilka; Matsui H; Kobilka TS (1987). „Cloning, sequencing, and expression of the gene coding for the human platelet al.pha 2-adrenergic receptor.”. Science. 238 (4827): 650—6. PMID 2823383. doi:10.1126/science.2823383.
- Lynch CJ, Steer ML (1981). „Evidence for high and low affinity alpha 2-receptors. Comparison of [3H]norepinephrine and [3H]phentolamine binding to human platelet membranes.”. J. Biol. Chem. 256 (7): 3298—303. PMID 6259160.
- Eason MG, Moreira SP, Liggett SB (1995). „Four consecutive serines in the third intracellular loop are the sites for beta-adrenergic receptor kinase-mediated phosphorylation and desensitization of the alpha 2A-adrenergic receptor.”. J. Biol. Chem. 270 (9): 4681—8. PMID 7876239. doi:10.1074/jbc.270.9.4681.
- Grassie MA, Milligan G (1995). „Analysis of the relative interactions between the alpha 2C10 adrenoceptor and the guanine-nucleotide-binding proteins G(o)1 alpha and Gi 2 alpha following co-expression of these polypeptides in rat 1 fibroblasts.”. Biochem. J. 306 ( Pt 2): 525—30. PMC 1136549 . PMID 7887906.
- L, Shilo; Sakaue M; Thomas JM (1994). „Enhanced transcription of the human alpha 2A-adrenergic receptor gene by cAMP: evidence for multiple cAMP responsive sequences in the promoter region of this gene.”. Cell. Signal. 6 (1): 73—82. PMID 8011430. doi:10.1016/0898-6568(94)90062-0.
- P, Valet; Senard JM; Devedjian JC (1993). „Characterization and distribution of alpha 2-adrenergic receptors in the human intestinal mucosa.”. J. Clin. Invest. 91 (5): 2049—57. PMC 288203 . PMID 8098045. doi:10.1172/JCI116427.
- J, Alblas; EJ, van Corven; Hordijk PL (1993). „Gi-mediated activation of the p21ras-mitogen-activated protein kinase pathway by alpha 2-adrenergic receptors expressed in fibroblasts.”. J. Biol. Chem. 268 (30): 22235—8. PMID 8226727.
- Klein U, Ramirez MT, Kobilka BK, von Zastrow M (1997). „A novel interaction between adrenergic receptors and the alpha-subunit of eukaryotic initiation factor 2B.”. J. Biol. Chem. 272 (31): 19099—102. PMID 9235896. doi:10.1074/jbc.272.31.19099.
- S, Bétuing; Daviaud D; Pagès C (1998). „Gbeta gamma-independent coupling of alpha2-adrenergic receptor to p21(rhoA) in preadipocytes.”. J. Biol. Chem. 273 (25): 15804—10. PMID 9624180. doi:10.1074/jbc.273.25.15804.
- Prezeau L, Richman JG, Edwards SW, Limbird LE (1999). „The zeta isoform of 14-3-3 proteins interacts with the third intracellular loop of different alpha2-adrenergic receptor subtypes.”. J. Biol. Chem. 274 (19): 13462—9. PMID 10224112. doi:10.1074/jbc.274.19.13462.
- Hein L, Altman JD, Kobilka BK (2000). „Two functionally distinct alpha2-adrenergic receptors regulate sympathetic neurotransmission.”. Nature. 402 (6758): 181—4. PMID 10647009. doi:10.1038/46040.
- S, Schaak; Cussac D; Cayla C (2000). „Alpha(2) adrenoceptors regulate proliferation of human intestinal epithelial cells.”. Gut. 47 (2): 242—50. PMC 1728001 . PMID 10896916. doi:10.1136/gut.47.2.242.

## Spoljašnje veze
- „α2A-adrenoceptor”. IUPHAR Database of Receptors and Ion Channels. International Union of Basic and Clinical Pharmacology. Архивирано из оригинала 02. 04. 2015. г.